# اوروش درنوویچ
اوروش درنوویچ (سیریلیک صربی: Урош Дреновић ; ۱۹۱۱ – ۲۹ مه ۱۹۴۴) یک فرمانده نظامی صرب‌های بوسنیایی در منطقه مرکزی بوسنی کشور دست نشانده فاشیست معروف به دولت مستقل کرواسی (ان دی ایچ) به رهبری اوستاها در طول جنگ جهانی دوم بود. پس از اینکه درنوویچ در مقاومت در برابر اوستاشها در کنار شورشیان تحت رهبری کمونیست‌ها متمایز شد، به پارتیزان‌های تحت رهبری کمونیست‌ها خیانت کرد و شروع به همکاری با اوستاش‌ها، ایتالیایی‌ها و آلمانی‌ها علیه آنها کرد.
پس از تهاجم محور به رهبری آلمان به یوگسلاوی در آوریل ۱۹۴۱، اوستاش‌ها سیاست‌های نسل‌کشی را علیه صرب‌ها، یهودیان و روم‌های ان دی ایچ اجرا کردند. درنوویچ به پارتیزان‌ها پیوست و در قیام اولیه علیه دولت ان دی ایچ با تصرف شهر مرکونجیک گرادا در اوت ۱۹۴۱ متمایز شد. او سپس به فرماندهی گردان سوم " پتار کوچیچ " در مرکز بوسنی منصوب شد و به عنوان معاون فرمانده یگان سوم کراینا منصوب شد.
درنوویچ که یک ناسیونالیست صرب با دیدگاه‌های ضد مسلمان و ضد کروات بود، سرانجام به پارتیزان‌ها خیانت کرد و در کنار چتنیک‌های ناسیونالیست سلطنتی و صرب قرار گرفت، که ایدئولوژی آنها بیشتر با ایدئولوژی او مطابقت داشت. در آوریل ۱۹۴۲، درنوویچ پس از شکست واحدهایش توسط پارتیزان‌ها به بانیا لوکا گریخت. در آنجا بنا به ضرورت نظامی و سیاسی، با حزب دمکرات ملی علیه پارتیزان‌ها ائتلاف کرد.
درنوویچ بعداً شروع به همکاری با ایتالیایی‌ها و آلمانی‌ها علیه پارتیزان‌ها کرد و تا زمان فوتش در بمباران متفقین در بانیا لوکا در مه ۱۹۴۴ به این کار ادامه داد. علیرغم همکاری گسترده او با محور، یک خیابان بانیا لوکا به نام او نامگذاری شده‌است، و در جمهوری صربسکا، نهادی با اکثریت صرب در بوسنی و هرزگوین، اقدامات چتنیک‌های او تجلیل شده و با اقدامات پارتیزان‌ها برابری می‌شود.
جشن و بازپروری چتنیک‌هایی مانند درنوویچ توسط سازمان جامعه مدنی کمیته هلسینکی برای حقوق بشر به عنوان منعکس کننده یک «جامعه به شدت بیمار» مورد انتقاد قرار گرفته‌است.

## اوایل زندگی
اوروش درنوویچ (سیریلیک صربی: Урош Дреновић ) در سال ۱۹۱۱ در سیتنیکا، ریبنیک، در نزدیکی کوه مانیاچا در کاندومینیوم بوسنی و هرزگوین، اتریش-مجارستان به دنیا آمد.  او به مدرسه در Mrkonjić Grad رفت و کالج معلمان را در سارایوو به پایان رساند.  
پس از فارغ‌التحصیلی، استاد مدرسه باراچی، در نزدیکی بانیا لوکا، در منطقه بوسانسکا کراجینا در بوسنی در جایی که به پادشاهی یوگسلاوی تبدیل شده بود، شد.    قبل از شروع جنگ جهانی دوم، او در ارتش سلطنتی یوگسلاوی (صربی‌کرواتی: وویسکا کرالیوین یوگسلاوی، وی کی جی) مدرسه آموزش افسران ذخیره در بیلکا، و در ذخیره وی کی جی خدمت می‌کرد.  

## جنگ جهانی دوم

### قیام بوسانسکا کراجینا
پس از تهاجم خود به یوگسلاوی در آوریل ۱۹۴۱، آلمان‌ها یک دولت دست نشانده محور به نام دولت مستقل کرواسی ایجاد کردند (صربی‌کرواتی: Nezavisna Država Hrvatska , NDH)، که توسط اوستاش اداره می‌شود. مدت کوتاهی پس از ایجاد آن، قیام‌های عمدتاً خود به خودی در سراسر ایالت شروع شد که ناشی از سیاست‌های نسل‌کشی توسط اوستاش‌ها علیه صرب‌ها، یهودیان و روم‌ها بود. 
در ۴ ژوئیه، در پی تهاجم محور به اتحاد جماهیر شوروی، حزب کمونیست یوگسلاوی (صربی‌کرواتی: Komunistička partija Jugoslavije , کی پی جی) تصمیم گرفت برای همبستگی با شوروی یک قیام عمومی علیه نیروهای اشغالگر در سراسر یوگسلاوی به راه بیندازد و یک شورش تمام عیار در ۲۷ جولای در بوسنی آغاز شد.  این شامل قیام‌های محلی در بوسنی کراجینابود که در سراسر ان دی ایچ گسترش یافت، اما سازمان کی پی جیدر ابتدا به جای رهبری شورش، در قیام‌های مردمی از بین رفت. 
در ۲۹ اوت، درنوویچ با برنامه‌ریزی و رهبری برای تصرف مرکونجیچ گراد توسط شورشیان متمایز شد، اما زمانی که شهر توسط نیروهای ان دی ایچ بازپس گرفته شد، کی پی جی او و سربازانش را به دلیل نظم ضعیف و شوونیسم ضد مسلمان آنها سرزنش کرد. .  در ماه سپتامبر، چهار گردان از مبارزان در منطقه ریبنیک، جانج و پلیوا تشکیل شد. یکی از آنها، گردان سوم " پتار کوچیچ "، تحت فرماندهی درنوویچ بود که بر خلاف سایر فرماندهان گردان در منطقه، به KPJ اجازه انتصاب کمیسرهای سیاسی در گروهان خود را نداد.  مرکونجیچ گراد حضور قوی کی پی جی نداشت، اما تحت کنترل نخبگان فرقه‌گرا صرب بود و به درنوویچ اجازه داد کمونیست‌های مسلمان را دستگیر کند، حتی با اعضای ارشد رهبری پارتیزان در بوسانسکا کراجینا مقابله کند. 
در ۲۶ سپتامبر ۱۹۴۱ در کنفرانس پارتیزان در ستولیکه در سرزمین اشغالی صربستان توسط آلمان، رهبری تصمیم گرفت سازمان نظامی خود را در سراسر یوگسلاوی اشغالی استاندارد کند. در ماه‌های اکتبر و نوامبر، سه گروه از واحدهای موجود مانند گردان سوم «پتار کوچیچ» در بوسنی کراجینا تشکیل شد و درنوویچ به عنوان معاون فرمانده یگان سوم کراجینا مسئول عملیات در قلمرو مرکزی بوسنی منصوب شد. صرب‌های این منطقه همدردی‌های شدید چتنیک / صرب-شوونیستی داشتند.  چتنیک‌ها یک جنبش چریکی صرب-شوونیستی بودند که ظاهراً توسط درازا میهایلوویچ رهبری می‌شد.  از ۳۴ گروهان در این گروه، تنها ۱۳ گروه دارای سازمان KPJ، تنها ۱۱ دارای فرماندهان اعضای کی پی جی تنها ۱۸ دارای یک کمیسر سیاسی بودند. بسیاری از فعالان کی پی جیدر منطقه مسلمان یا کروات بودند که به راحتی توسط انبوه طبقه که عمدتاً دهقانان صرب شوونیست بودند پذیرفته نمی‌شدند. درنوویچ خود نماینده اصلی ایدئولوژی چتنیک در مرکز بوسنی بود.  این ایدئولوژی محدود شامل ناسیونالیسم افراطی صرب بود،   و انحرافی متمرکز بر ایجاد صربستان بزرگ  و ضد کروات بود،   ضد مسلمانان،   سلطنت طلب،  و ضد کمونیست.  خود درنوویچ مسلمانان و کروات‌ها را تحقیر می‌کرد، اما «به اندازه کافی دیپلمات بود تا در صورت لزوم احساسات خود را کنترل کند». در ماه اکتبر، رهبری یگان سوم کراجینا با جلب موافقت رئیس برای مشارکت دادن پنج مرد مسلح به این گروه، تلاش کرد تا روستای مسلمان کرلژنی را به دست آورد. هنگامی که رئیس از معامله سرپیچی کرد، بخش عمده ای از گروه به روستا حمله کردند و بقیه گروه مجبور شدند از سوزاندن و غارت آن توسط افراد درنوویچ جلوگیری کنند. 
در ۲۶ نوامبر ۱۹۴۱، در جلسه ای با رهبری یگان سوم کراینا، درنوویچ از همکاری با نیروهای اشغالگر ایتالیایی بر این اساس که ایتالیایی‌ها از صرب‌ها در برابر اوستاش‌ها محافظت می‌کردند، حمایت کرد. این مورد توسط اعضای ارشد KPJ رد شد، اما آنها در موقعیتی نبودند که او را مجبور به ترک این ایده کنند. در همان جلسه، درنوویچ از اعزام گردان سوم «پتار کوچیچ» به نبرد با ایتالیایی‌ها خودداری کرد. تحت فشار، او موافقت کرد که اگر ایتالیایی‌ها از قلمرو او حرکت کنند، به گردان‌های همسایه مشاوره دهد. در عوض، رهبری یگان سوم کراینا موافقت کرد که درنوویچ بتواند از نیروی خود به عنوان «گروه نظامی-چتنیک» یاد کند.  در ۱۰ دسامبر، اعضای ارشد KPJ از یگان سوم کراینا به این نتیجه رسیدند که ۵۰ درصد از کارکنان فرماندهی آنها از نقش رهبری KPJ در قیام حمایت نمی‌کنند. رهبری پارتیزان بوسانسکا کراجینا بعداً مشاهده کرد که رهبران یگان سوم کراجینا هیچ تلاشی برای حذف عناصر چتنیک از صفوف آن یا متوقف کردن تحریکات صرب-شوینیست آنها انجام نداده‌اند. 
در اوایل فوریه ۱۹۴۲، درنوویچ در کنفرانسی که قرار بود گردان هفتم گلاموچ را که خود را «چتنیک» اعلام کرده بود، به ساختار پارتیزانی بازگرداند، نقش رهبری را بر عهده گرفت. درنوویچ برای طرف چتنیک بحث کرد و به همراه هوادارانش از جلسه اخراج شد و گردان هفتم گلاموچ به گروه پارتیزان بازگشت. در ۶ فوریه، جلسه ای از رهبران گردان‌های ۱، ۲ و ۴ یگان ۳ کراجینا تشکیل شد و تصمیم گرفتند که درنوویچ را با سازماندهی حمله به پادگان ایتالیایی و اوستاشه مرکونجیچ گراد، به جنبش پارتیزانی بازگردانند. درنوویچ تحت فشار افراد درجه دار خود، رسماً در این حمله شرکت کرد، اما با اجازه دادن به ایتالیایی‌ها برای عبور از گردان او و حمله به عقب پارتیزان، از موفقیت آن جلوگیری کرد. به گفته منابع پارتیزانی، او به ایتالیایی‌ها و اوستاش‌ها هشدار داد و نقشه پارتیزان را برای آنها فاش کرد. 

### اتحاد با ان دی ایچ

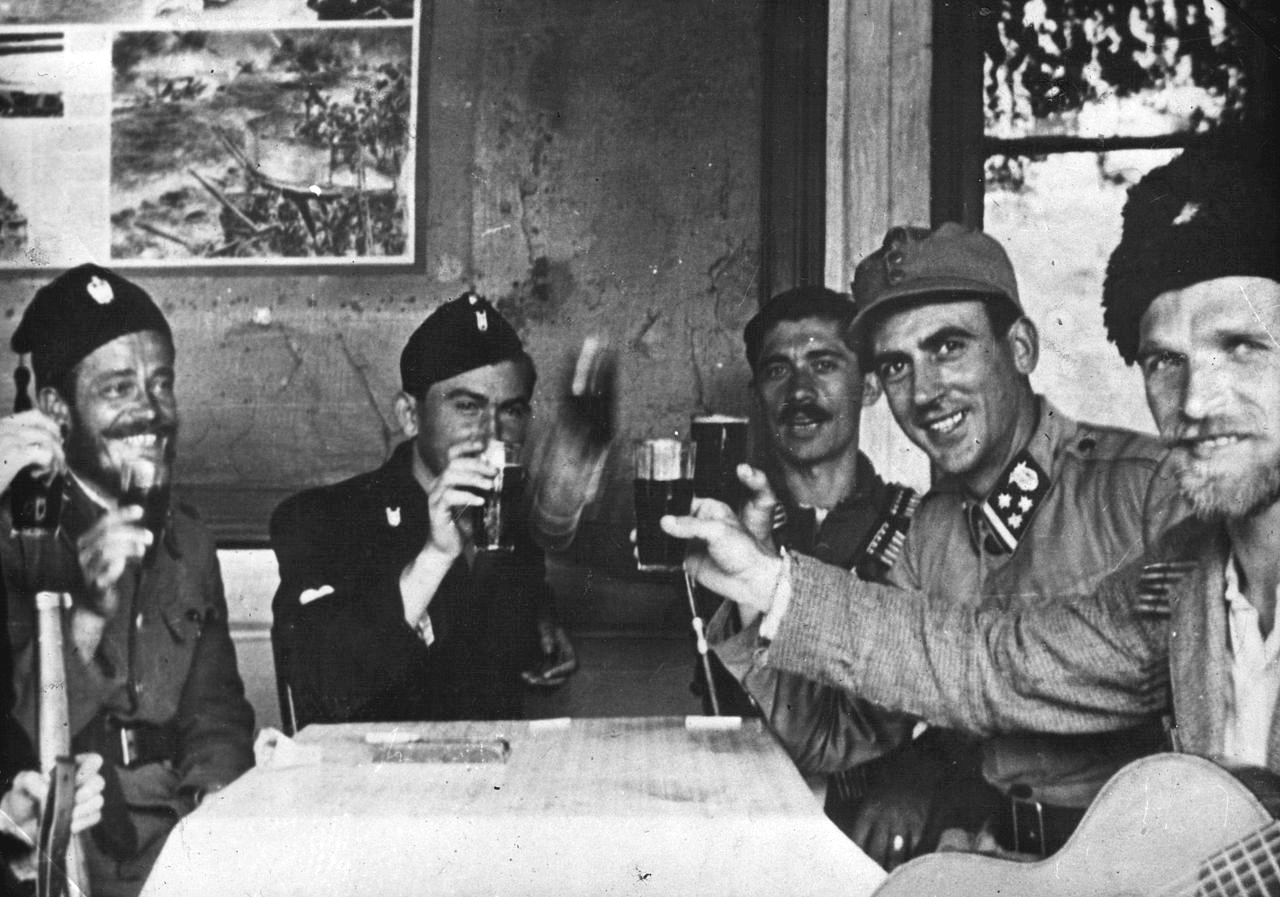
درنوویچ (سمت چپ) در حال نوشیدن با گارد خانگی کرواسی و سربازان اوستاش‌ها

در پاسخ به تحریکات بسیار مؤثر طرفدار چتنیک از داخل، بسیاری از واحدهای پارتیزان به چتنیک‌ها فرار کردند.  در نیمه دوم آوریل ۱۹۴۲، پارتیزان‌ها با اقدام نظامی تهاجمی علیه فراریان پاسخ دادند. واحدی که این حمله را رهبری کرد، گردان ضد چتنیک شوک گرمچ بود که در اوایل همان ماه از نیروهای کاملاً وفادار و قابل اعتماد تشکیل شد. این حمله منجر به پایان گروه چتنیک «پتار کوچیچ» درنوویچ شد و درنوویچ به اوستاشه در مرکونجیچ گراد پناه برد.  در ۲۷ آوریل، او و دیگر فرماندهان شکست خورده چتنیک قراردادی را با ان دی ایچ امضا کردند. این توافقنامه دارای هشت نکته بود که شامل پایان دادن به خصومت‌ها بین چتنیک‌های اوستاش و درنوویچ، اینکه نیروهای ان دی ایچ از روستاهای صرب‌نشین در برابر پارتیزان‌ها محافظت می‌کردند، و واحدهای اوستاشی به چتنیک‌ها در جنگ با پارتیزان‌ها کمک می‌کردند.   همچنین اوستاشها را ملزم می‌کرد که حقوق مذهبی و مدنی را به صرب‌های کراجینا بازگردانند. درنوویچ نیز به نوبه خود بیانیه ای صادر کرد که در آن حاکمیت ان دی ایچ را به رسمیت شناخت.  مورخ انور ردزیچ استدلال می‌کند که این توافق به دلیل ضرورت نظامی و سیاسی انجام شده‌است.  او می‌نویسد: 
توافقات اوستاشه-چتنیک نه به دلیل تلاقی منافع ملی صربستان و کرواسی و نه به دلیل تمایل متقابل برای پذیرش و احترام بود، بلکه بیشتر به این دلیل بود که هر یک از طرفین باید مانع پیشرفت پارتیزان شوند. اوستاها و چتنیک‌ها، دو دشمن دیرینه، در زمانی که اوستاها با رسوایی سیاسی ملی در میان کروات‌ها مواجه بودند و چتنیک‌ها حمایت صرب‌ها را از دست می‌دادند، از یکدیگر کمک خواستند.

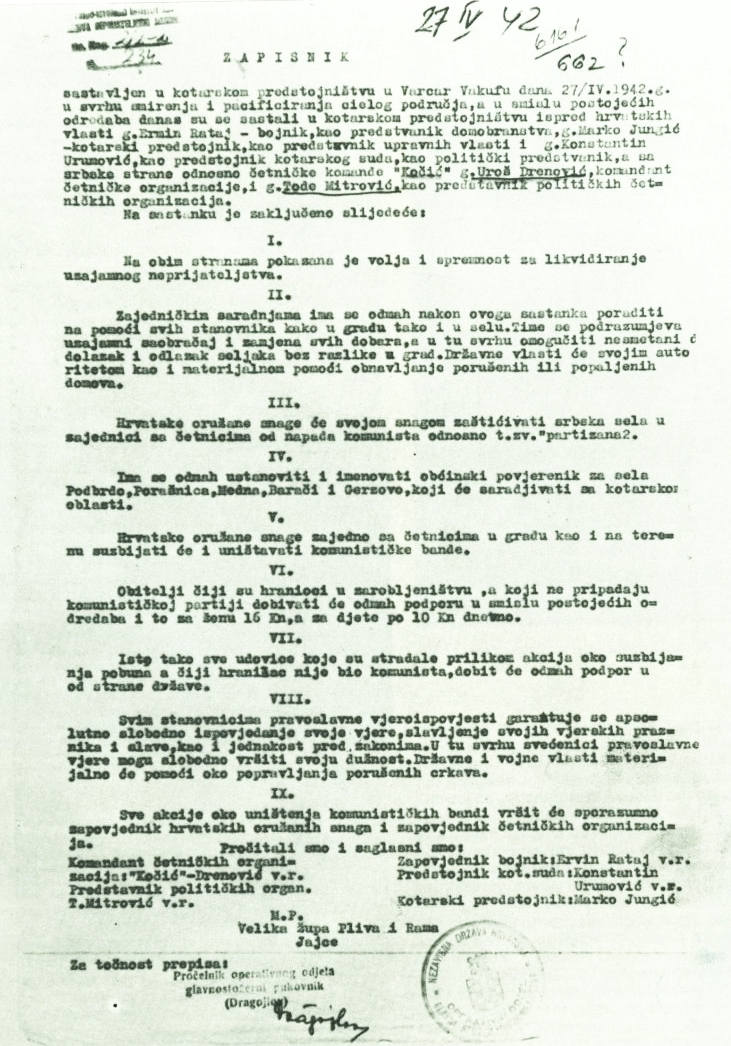
قرارداد کتبی بین چتنیک‌های اوستاش و درنوویچ

مقامات ان دی ایج معتقد بودند که اتحاد همچنین به این معنی است که چتنیک‌ها می‌توانند به براندازی واحدهای پارتیزان ادامه دهند. در ۳۰ آوریل، مقامات ان دی ایچ حق درنوویچ و سربازانش را برای مسلح ماندن برای مبارزه با پارتیزان‌ها به رسمیت شناختند.  قرارداد بین ان دی ایچ و چتنیک‌های درنوویچ به زودی توسط مطبوعات اوستاش علنی شد.  افکار عمومی صرب‌ها اختلاف نظر داشتند.  در ماه می، درنوویچ حدود ۳۵۰ چتنیک داشت.  در حدود اواسط ماه، او با یک افسر ستاد کل کرواسی در بانیا لوکا توافق‌نامه ای امضا کرد که در آن موافقت کرد با ان دی ایچ در مبارزه با پارتیزان‌ها همکاری کند. 
درنوویچ به زودی به عنوان یکی از مهم‌ترین رهبران چتنیک در غرب بوسنی ظاهر شد.  آن تابستان، زمانی که نظم در بخش‌های قابل توجهی از منطقه اشغال ایتالیا برقرار شده بود، درنوویچ و دیگر رهبران گروه چتنیک و سخنگویان سیاسی اصلی آن‌ها با ستاد ارتش دوم ایتالیا توسط ایتالیایی‌ها به عنوان نیروهای کمکی شناخته شدند. در اوایل تابستان، فرمانده ارتش دوم، منصب عمومی ارتش (سرپرست ژنرال) ماریو رواتا، اجازه تحویل اسلحه، مهمات، و تدارکات را به چتنیک‌ها داد.  دیگر رهبران چتنیک در بوسنی که تا ژوئن ۱۹۴۲ با NDH ائتلاف کرده بودند شامل مانه روکویچ، برانکو بوگونوویچ، استیو راجنوویچ و مومچیلو جوجیچ بودند. سابرینا پی رامت ، دانشمند علوم سیاسی، مشاهده کرد که همکاری با NDH باید به عنوان تابعی از ترس متقابل آنها از پارتیزان‌ها تلقی شود و بر عدم اطمینان و بی‌اعتمادی همراه با آن تأکید می‌کند.  تا ژوئن، چتنیک‌های درنوویچ حدود ۶۰۰ نفر بودند. 
در سال ۱۹۴۳، بر اساس توصیه میهایلوویچ، توسط پادشاه تبعیدی پیتر، درنوویچ نشان ستاره کاراجورجه را دریافت کرد.  پس از تسلیم ایتالیا در سپتامبر ۱۹۴۳، درنوویچ با همکاری نزدیک چتنیک‌های خود با واحدهای محلی آلمان موافقت کرد و در پایان سال مطلع شد که واحدهای اوستاش دوباره در مناطق صرب نشین مستقر خواهند شد.  در اکتبر ۱۹۴۳، تیمی از بخش آلمانی براندنبورگ به رهبری اوبرلوتنانت هرمان کرشنر در کنار چتنیک‌های درنوویچ در شمال غربی بوسنی شروع به کار کردند و گروه‌های شناسایی رو به جلو را عملیاتی کردند و با کشاورزان ضد کمونیست تماس برقرار کردند تا بر جنبش‌های نیروهای پارتیزانی نظارت کنند.  حدود ۹۵۰ چتنیک در آن سال تحت رهبری درنوویچ خدمت می‌کردند که در اطراف مانیاچا و گلاموچ قرار داشتند.  درنوویچ تا سال بعد حدود ۴۰۰ چتنیک را تحت فرمان خود داشت.  درنوویچ یک چتنیک ویوودا (جنگ سالار) بود،  و گروه چتنیک او تنها گروهی بود که اوستاشها در طول جنگ به آنها اعتماد کامل داشتند. 

### مرگ و میراث
در ۲۹ مه ۱۹۴۴، درنوویچ در بمباران متفقین در بانیا لوکا کشته شد.  قبر او در کنار کلیسای ارتدوکس صرب کلیسینا، در استریچیچی، خارج از بانیا لوکا قرار دارد.  جنبش راونا گورا، که یک سازمان ملی‌گرای چتنیک صرب امروزی است، و کلیسای کلیسینا هر سال مراسمی را برای بزرگداشت اقدامات درنوویچ در سال ۱۹۴۱ ترتیب می‌دهند.   خیابانی در بانیا لوکا نام او را دارد.  
علی‌رغم شواهد گسترده‌ای مبنی بر همکاری او با اوستاش‌ها، ایتالیایی‌ها و آلمانی‌ها، اقدامات درنوویچ و اقدامات چتنیک‌های او در تاریخ رسمی جنگ جهانی دوم مورد تجلیل قرار می‌گیرد که در جمهوری صربسکا، موجودیت صرب در بوسنی و هرزگوین مورد استفاده قرار می‌گیرد. مدارس در جمهوری صربسکا می‌آموزند که چتنیک‌ها نیز مانند پارتیزان‌ها بر پایه ضد فاشیستی بودند. به گفته برانکو تودوروویچ از کمیته هلسینکی برای حقوق بشر در جمهوری صربسکا، این با ایدئولوژی پست کمونیستی در اوایل دهه ۱۹۹۰ که به دنبال بازسازی جنبش‌های ملی‌گرای جنگ جهانی دوم در همه طرف‌ها برای توجیه انتقام برای جنایات گذشته و ایجاد همگونی ملی بود، مطابقت دارد. . تودوروویچ معتقد است که "اگر آینده منطقه در تجلیل و تجلیل از جنایات و جنایتکاران اوستاش و چتنیک نهفته‌است، پس ما جامعه ای واقعاً بسیار بیمار هستیم که در مسیری کاملاً اشتباه قرار گرفته‌است."  

## یادداشت
1. ↑  "Ako je budućnost regiona u reinkarnaciji ustaško četničkih zločina i zločinaca i njihovom slavljenju i glorifikaciji, onda smo mi zaista duboko oboljelo društvo na potpuno pogrešnom putu".[۲۱]